# Le Livre d'aventures
Ne doit pas être confondu avec Le Livre de l'aventure.
Le Livre d’aventures est une collection littéraire française créée en 1937 par Jules Tallandier. Chaque fascicule comprend 64 pages.
Une deuxième série de cette collection, avec des titres de 128 pages, a paru entre 1951 et 1954.

## Liste des titres
- 1 Le Mystère du phare par Jean de La Hire
- 2 Les Rois du ranch par Albert Bonneau, 1937
- 3 La Patrouille des Lions par Robert Jean-Boulan
- 4 Le Pilote fantôme par René Thévenin
- 5 Le Lac sans fond par Jean Voussac
- 6 Le Secret du glacier par Georges Le Faure
- 7 Le Ranger du Texas par Maurice de Moulins
- 8 La Mâchoire de requin par Jean Normand
- 9 Les Champions du Rodéo par Albert Bonneau
- 10 Les Routiers de l'aventure par Robert Jean-Boulan
- 11 La Maison qui descend par Maurice Champagne
- 12 Le Pays des hommes fous par André Falcoz, 1937
- 13 Le Claim hanté par Maurice de Moulins
- 14 La Sirène des neiges par H. de Peslouan
- 15 Le Convoi perdu par Albert Bonneau, 1937
- 16 Feux de camp par Robert Jean-Boulan
- 17 Les aventuriers du pétrole par Jean de La Hire
- 18 Le Testament du planteur par Paul Darcy
- 19 Les Boucaniers de l'Artibonite par Jean Voussac
- 20 Les Milliards des glaces par Odette et Hervé Duchâteau
- 21 L'Homme à la cicatrice par Jean Normand, 1937

Nouvelle série
- 8 Gentlemen des Iles par Jean Normand, 1938
- 11 Les Démons d'Annam par Léon Lambry, 1938
- 12 Au cœur du Continent noir par Pierre Demousson, 1938
- 17 Pirates sur le Mississippi par Cne Mayne-Reid, 1938
- 24 L'Antre du sorcier par Léon Lambry, 1938
- 25 Une partie de football par Gilles Hersay
- 33 Pillards de l'Arctique par Norbert Sevestre, 1938
- 39 Les Hommes des dunes par Léon Lambry, 1938